# Adios (Gilli)
Adios è un singolo del rapper danese Gilli, pubblicato il 15 luglio 2016.
Il brano vede la partecipazione del rapper danese Kesi.

## Tracce
Testi di Kian Rosenberg Larsson e Oliver Kesi Chambuso.
1. Adios (feat. Kesi) – 4:04

## Formazione
- Gilli – voce
- Kesi – voce aggiuntiva
- Hennedub – batteria, tastiera, produzione

## Classifiche
| Classifica (2016) | Posizione massima |
| ----------------- | ----------------- |
| Danimarca         | 20                |